# Johannes von Bockraden
Johannes von Bockraden (* im 14. Jahrhundert; † im 15. Jahrhundert) war Domherr in Münster und Osnabrück.

## Leben
Johannes von Bockraden wurde als Sohn des Friedrich von Bockraden geboren und entstammte dem bei Quakenbrück angesessenen Geschlecht von Bockroden. Er studierte in Bologna Jura und findet als Domherr zu Münster erstmals am 23. Februar 1426 urkundliche Erwähnung. Drei Jahre später kam er auch in den Besitz einer Dompräbende in Osnabrück. Die Obedienz Leppering gehörte ebenfalls zu seinem Vermögen.
Über seinen weiteren Lebensweg gibt die Quellenlage keinen Aufschluss.